# Rivolta di Cagnano

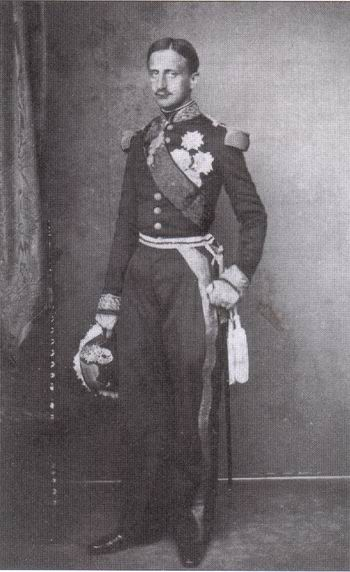
Francesco II di Borbone

La rivolta di Cagnano è un'insurrezione popolare avvenuta nel 1860.

## Contesto storico
Tale periodo fu, per la città, molto complesso. L'unificazione del Regno d'Italia aveva provocato forti tensioni in tutto il Sud Italia, compresa la città di Cagnano Varano. Lo scontro tra liberali e conservatori, espressione della classe agiata, ed il popolo, estraneo al patriottismo, ma non alla povertà ,raggiunse livelli gravissimi, tale da essere oggetto di segnalazioni della tensione e richieste di intervento della guardia nazionale (1860) prima, con la proposta dell'aiuto dei sacerdoti, e del sindaco poi, in con la richiesta urgente di nomina dell'arciprete, mancante da sei mesi.
Tali acredini sfociarono in una rivolta il 21 ottobre 1860, in occasione del plebiscito per l'annessione al Regno d'Italia.

## La rivolta ed il primo corteo
Un corteo di uomini e donne, armati di forconi ed asce, assalirono la guardia nazionale e distrussero gli stemmi di Vittorio Emanuele II, inneggiando al re Francesco II delle Due Sicilie e portando in trionfo le effigi del re borbonico.
Successivamente, la folla si diresse verso la chiesa principale, imponendo al sacerdote di benedire i presenti e intonando il Te deum; successivamente cacciarono il sindaco dal palazzo comunale, instaurando l'amministrazione borbonica..
Il giorno successivo, un gruppo armato circondò le mura del paese, per impedire l'arrivo di aiuti alla guardia nazionale, la quale dovette ritirarsi.

## L'omelia del canonico Donatacci e il corteo armato
Il 23 ottobre il canonico Michele Donatacci, figlio di Salvatore e di Donna Lucrezia de Monte, salì sul pulpito e, durante l'omelia, annunziò al popolo l'unificazione del regno d'Italia, provocando fischi e urla che lo costrinsero ad abbandonare la chiesa e a barricarsi in casa con la famiglia.
La città ripiombò nel caos dei giorni precedenti. La folla, stavolta, si diresse, armata, verso la casa di Donatacci. Ai primi colpi di fucile dalla folla, il padre di Michele Donatacci, Donato, cercò di attutire i colpi posizionando un materasso davanti alla porta, ma venne colpito mortalmente alla fronte.
Il figlio Michele, quindi, si diresse, armato, dall'altra parte della sua abitazione e da una feritoia, uccise uno dei rivoltosi.
I fratelli del sacerdote cercarono, intanto, di mettere in salvo la madre Lucrezia, portandola di nascosto da parenti, ma, riconosciuta, fu minacciata di morte sul rogo. A salvarla fu il canonico Giuseppe Di Miscia che riuscì a dissuadere il popolo e a portarla nella propria abitazione.
Altri fratelli si allontanarono verso i campi di Bagni di Varano, armati di archibugi con cui furono costretti ad uccidere un allevatore che, stupitosi di trovarli lì, cercò di ucciderli con una scure.
La leggenda narra che quel giorno si videro scendere dalle montagne quelle che a prima vista sembravano camicie rosse, ma che poi si rivelarono essere solamente delle pecore coperte da un panno rosso per somigliare ai garibaldini.

## La repressione della rivolta e il plebiscito
Nei giorni successivi i garibaldini arrivarono davvero, reduci da una rivolta simile a San Giovanni Rotondo e guidati dal Generale Liborio Romano e dal comandante Michele Cesare Rebecchi, per soffocare la rivolta, arrestare i capi e imporre il plebiscito.
Il 18 novembre un consiglio di guerra condannò Paolo Giangualano e Nunzio Scirtuicchio alla pena di morte con la fucilazione (pena poi commutata in lavori forzati a vita) e altri venti a trenta anni di carcere (poi ridotta di 4-7 anni) per eccitamento a mano armata alla guerra civile tra gli abitanti di una stessa popolazione ed inducendoli ad armarsi gli uni contro gli altri nel fine di abbattere il governo, di devastazione, di incendio di casa abitata, di strage, di saccheggio, omicidio consumato accompagnato da violenza politica.  Gli altri, circa settanta, furono assolti per mancanza di prove.
I cittadini di Cagnano aventi diritto (il 12% della popolazione) poterono votare solo il 3 novembre 1860: 428 sì su 428 votanti.
Il 6 novembre il governatore Gaetano del Giudice annunciò ai cagnanesi e ai sangiovannari il ripristino dell'ordine, ma di fatto per oltre tre anni ancora si assistette ad atti di violenza ad opera di giovani briganti.
I tre anni d'assedio che seguirono la rivolta furono ancora più difficili da affrontare per i cagnanesi, visto che lo stato d'assedio e la presenza dei briganti, come rilevava il capitano in una lettera al generale Seismit-Doda, comandante della zona militare di Foggia, non permettendo ai cittadini di uscire, impediva loro di dedicarsi alla pesca, unica fonte economica, e li portava inesorabilmente verso la miseria.
Le istanze del popolo, trovarono un successivo interprete nell'intellettuale Carmelo Palladino.